# قائمة سلاطين الدولة المملوكية
المماليك هي جمع لكلمة مملوك وهم الفئة من الرقيق الذي غالباً ما يكون من العرق الأبيض يشترى بقصد تربيته تربية عسكرية خاصة للاستعانة بهم كجند، لكن ما لبثت التسمية أن احتلت مدلولاً خاصاً في التاريخ الإسلامي، فأسسوا دولتهم الخاصة في مصر والشام وانقسم حكم دولتهم إلى عصرين على اعتبار الجنس أو المكان فأطلق على العصر الأول عصر المماليك التركية (نسبة إلى جنسهم وانتماء غالبيتهم إلى قبائل الشقر وشيوع اللغة التركية بينهم) أو البحرية (نسبة إلى سكن غالبيتهم قلعة الروضة المطلة على النيل) وأطلق على العصر الثاني عصر المماليك الجراكسة أو الشراكسة (نسبة إلى جنسهم وانتماء غالبيتهم إلى قبائل القوقاز وبشكل خاص للجراكسة) أو البرجية (نسبة إلى سكن غالبيتهم أبراج قلعة صلاح الدين).:ص59
بدأ ظهور المماليك خلال عهد الدولة العباسية واقتصر آنذاك على فئة من الرقيق الأبيض كان الخلفاء والولاة وكبار القادة يستخدمونهم كفرق عسكرية خاصة لتدعيم نفوذهم وخاصة منذ عهد الخليفة العباسي المأمون ثم أخيه المعتصم، وكان مصدر العنصر المملوكي آنذاك بلاد ما وراء النهر خاصة مدن سمرقند وفرغانة وأشروسنة والشاش وخوارزم والقبجاق وهي البلاد التي اشتهرت بتصدير الرقيق الأبيض ذوي الأصول التركية وذلك إما عن طريق الشراء أو الأسر في الحروب أو الهدايا إلى الخلفاء. ومع مرور الوقت نما نفوذ العنصر المملوكي التركي في الحياة السياسية والعسكرية في دولة الخلافة العباسية، وفي مصر وحتى يوطد أحمد بن طولون لدولته الجديدة في ظل التبعية الاسمية للخلافة العباسية قام بتدعيم جيشه بالمماليك الأتراك فأضحى منذ ذلك الوقت جند مصر من تلك الفئة، فاعتمدت عليهم بعد ذلك أيضاً الدولة الإخشيدية. أما في عهد الدولة الفاطمية فقد اعتمد خلفاؤها على عدة عناصر تركية وسودانية وبربرية وصقلبية، واهتموا بتربية مماليكهم وفق نظام خاص فكانوا أول من وضع نظاماً منهجياً في تربية المماليك في مصر. وبعد أن دب الضعف في أوصال الدولة الفاطمية قضى الوزير صلاح الدين الأيوبي على الفرق العسكرية الفاطمية من العبيد والأرمن وأنشأ دولته الجديدة الأيوبية اعتماداً على الأحرار الكرد والمماليك الأسدية والمماليك الترك الصالحية الناصرية.
مع تصارع أمراء البيت الأيوبي بعد وفاة صلاح الدين، ازداد نفوذ المماليك وأضحوا الأداة الطيعة للأيوبيين للاحتفاظ بسلطانهم، وانتسبت كل طائفة منهم للملك الذي اشتراها مثل العادلية والكاملية وتجلى هذا النفوذ في تولية المماليك الكاملية الأقوى على الساحة السياسية آنذاك للصالح نجم الدين أيوب سلطنة مصر، والذي قام بدوره بالإكثار من شراء المماليك بأعداد غير مسبوقة لتوطيد حكمه، وبنى لهم قلعة خاصة بجانب مقر إقامته الجديد بجزيرة الروضة المطلة على نهر النيل فعرف هؤلاء باسم المماليك الصالحية البحرية:ص34:15 ثم ظهرت في فترة لاحقة فئة المماليك الجراكسة أو البرجية وهو عنصر من المماليك من أصل قوقازي يعيشون في القسم الشمالي الغربي لبلاد القوقاز وفي قسم من الشاطئ الشرقي للبحر الأسود إلى أطراف بلاد الإبخاز جنوباً. تميزوا بانخفاض ثمنهم بالمقارنة مع فئة المماليك الأتراك، ووفرة أعدادهم بالأسواق، كان أول من اشتراهم وألحقهم بخدمته هو السلطان المملوكي المنصور قلاوون، وأنزلهم في أبراج قلعة القاهرة فعرفوا باسم المماليك البرجية.:ص175
اتسم عصر دولة المماليك بحكم السلطان القوي والأكثر نفوذاً بين قرنائه، ولم يميل كبار الأمراء إلى مبدأ التوريث إلا تحت ظروف خاصة، فإذا لم يمتلك أحد أبناء السلطان الراحل القوة والنفوذ لفرض سيطرته أو استطاع أحد كبار الأمراء السيطرة على مقاليد الدولة، تناحر الأمراء فيما بينهم على الحكم، وكمخرج لتلك الأزمة يولى ابن السلطان المتوفي الأصغر سناً أو الأضعف بين أخوته عرش السلطنة على أن يتولى أكثر الأمراء نفوذاً نيابة السلطنة أو الأتابكية، فتصبح بذلك السلطة الفعلية في يده ولا يكون للسلطان حديث السن من السلطنة إلا الاسم، فيقوم النائب ذو النفوذ بدوره بالتمكين لنفسه خلال تلك الفترة، حتى إذا هيمن على مقاليد الدولة عزل السلطان الصبي وسلطن نفسه مكانه، وأدى هذا الدور أكثر من أمير مثل الأمير قطز مع السلطان المنصور علي بن أيبك، والأمير قلاوون مع السلطان بدر الدين سلامش بن بيبرس والأمير كتبغا مع السلطان الناصر محمد بن قلاوون.:ص213 كذلك كانت الانقلابات السياسية والعسكرية والمؤامرات الداخلية أمراً مألوفاً بين المماليك لاغتصاب عرش السلطنة.:ص219

## دليل ألوان
أسرة الظاهر بيبرس البندقداري
  أسرة المنصور سيف الدين قلاوون
  أسرة الظاهر سيف الدين برقوق
  أسرة المؤيد شيخ
  أسرة الظاهر سيف الدين ططر
  أسرة الأشرف سيف الدين برسباي
  أسرة الظاهر سيف الدين جقمق
  أسرة الأشرف سيف الدين إينال
  أسرة الأشرف سيف الدين قايتباي
  أسرة المعز عز الدين أيبك
  انظر الشرح السابق

## القائمة
| الترتيب                       | اللقب                                      | الكنية                  | التعريف الخاص                                | الاسم                 | اللاحقة الاسمية                                           | سنوات الحكم                                                                          | مكان الدفن                                  | الخليفة العباسي | نبذة |
| ----------------------------- | ------------------------------------------ | ----------------------- | -------------------------------------------- | --------------------- | --------------------------------------------------------- | ------------------------------------------------------------------------------------ | ------------------------------------------- | --------------- | --- |
| _                             | ملكة المسلمين المستعصمية                   | أم خليل                 | عصمة الدين                                   | شجر الدر أو شجرة الدر |                                                           | 2 صفر 648هـ/6 مايو 1250م ربيع الآخر 648هـ/يوليو 1250م مدة: ثلاثة أشهر                |                                             |                 | كانت شجرة الدر جارية من أصل أرمني أو تركي اشتراها الصالح نجم الدين أيوب وأعتقها وتزوجها. بعد مقتل تورانشاه على يد المماليك ظهرت على السطح معضلة عرش السلطنة الشاغر الذي يطمح إليه أمراء المماليك داخل مصر من ناحية وملوك الأيوبيين خارج مصر من ناحية أخرى، وفي النهاية استقر رأي المماليك على تولية شجرة الدر عرش السلطنة (انقسمت آراء المؤرخين بين آنها أول سلاطين الدولة المملوكية باعتبار أنها كانت جارية، وبين أنها آخر سلاطين الأيوبيين في مصر باعتبار أنها زوجة الصالح نجم الدين أيوب). أظهرت شجرة الدر رجاحة عقل ودراية بأمور السلطنة والسياسة فقبضت على زمام الأمور في مصر وأنعمت على الأمراء بالوظائف والإقطاعيات والأموال، وأنهت المفاوضات مع الصليبيين للخروج من دمياط مقابل الإفراج عن الملك الفرنسي لويس التاسع. إلا أن فترة حكمها لم تطل فمن جهة لم يتقبل المصريين وجود امرأة على كرسي السلطنة وناهضوا حكمها ومن جهة أخرى لم يعترف ملوك الأيوبيين بالشام ومماليكهم بما جرى في مصر من تغيير نظام الحكم وانقسمت الجبهة الإسلامية التي وحدها صلاح الدين بين الأيوبيين الذين سيطروا على بلاد الشام بعد أن دخلوا دمشق وبين المماليك المسيطرين على مصر، حتى الخليفة العباسي المستعصم في بغداد أرسل إلى المماليك بمقولته الشهيرة "إن كان الرجال قد عدمت عندكم فأخبرونا حتى نسير إليكم رجلاً". خشي المماليك على نظامهم الجديد من منافسة الأيوبيين ورأوا للخروج من هذا المأزق أن تتزوج شجرة الدر الأمير عز الدين أيبك أتابك العسكر وأن تتنازل له عن العرش، فاستجابت السلطانة لمطالبهم وأتمت الزواج وتنازلت عن العرش ظناً منها أنه سيكون طوع أمرها، فلما تمكن أيبك من الحكم انقلب عليها فغدرت به شجرة الدر وقتلته وتحامت في المماليك البحرية حلفاؤها، إلا أن زوجة أيبك الأولى حرضت المماليك المعزية ضدها وضعفت حماية المماليك البحرية لها فحملت شجرة الدر إليها وأمرت جواريها بقتلها ضرباً بالقباقيب ثم ألقوا جثتها من فوق سور القلعة إلى الخندق وبقيت فيه ثلاثة أيام قبل أن تدفن.:18:35:43:267:269:52:575:576:232:243 |
| عصر المماليك التركية/البحرية  |                                            |                         |                                              |                       |                                                           |                                                                                      |                                             |                 | |
| 1                             | السلطان الملك المعز                        |                         | عز الدين                                     | أيبك                  | الجاشنكير التركماني الصالحي النجمي                        | ربيع الآخر 648هـ/يوليو 1250م ربيع الأول 655هـ/أبريل 1257م مدة: 6 سنواتٍ و9 أشهرٍ       |                                             |                 | كان أيبك من مماليك الصالح نجم الدين أيوب وترقى في خدمته حتى أصبح من الأمراء وتولى وظيفة الجاشنكير إلا أنه لم يكن من طائفة المماليك البحرية، اشتهر بين المماليك بدين وكرم ورجاحة رأي واختاره أمراء المماليك لأنه كان من أوسطهم مكانة واعتقادهم أنه ذو شخصية ضعيفة حتى إذا اقتضت مصلحتهم عزله كان ذلك يسيراً عليهم. ولكن أثبتت تطورات الأمور خلاف ذلك، فقد عمد إلى توطيد مركزه في الحكم فأنشأ لنفسه فرقة من المماليك عرفوا بالمعزية وعين مملوكه قطز نائباً للسلطنة، وعزل شريكه في الحكم من البيت الأيوبي الأشرف موسى وأخمد ثورة العرب الداخلية ثم توجه إلى المماليك البحرية فأخرجهم من ثكناتهم في جزيرة الروضة واغتال زعيمهم أقطاي ما أرغم باقي كبار أمرائهم إلى الهروب خارج مصر خشية أن يبطش بهم أيبك الذي تعرض لمن بقي منهم في مصر بقتل البعض وسجن البعض. ولم يلبث أيبك أن انقلب على شجرة الدر التي أرادت أن تحتفظ بسلطانها عن طريق التحكم فيه وإرغامه على هجر زوجته الأولى أم ولده علي، ولم يلبث أن دب الخلاف بينهما بعد أن علمت شجرة الدر نية أيبك الزواج من ابنة الأتابك بدر الدين لؤلؤ صاحب الموصل وعلم أيبك أن شجرة الدر تحالفت مع المماليك البحرية ضده، غير أنها كانت السباقة إلى الغدر فأرسلت إليه تسترضيه وتطلب منه الحضور إلى القلعة فاستجاب إليها وعاد فتلقاه غلمانها في الحمام وقتلوه.:45:57:575:576:68:137:267:269:244:245:17 |
| 2                             | السلطان الملك المنصور                      |                         | نور الدين                                    | علي                   | ابن المعز عز الدين أيبك                                   | ربيع الأول 655هـ/أبريل 1257م ذي القعدة 657هـ/نوفمبر 1259م مدة: سنتان و7 أشهرٍ         |                                             |                 | هو ابن السلطان عز الدين أيبك، بايعه المماليك المعزية بعد مقتل أبيه وكان عمره خمس عشرة سنة، وذلك على الرغم من اعتراض المماليك الصالحية الذين ساندوا تولية الأتابك علم الدين سنجر الحلبي لكن رجحت كفة المماليك المعزية فقبضوا على الأمير علم الدين وسجنوه في القلعة ولاحقوا اتباعه من المماليك الصالحية بالمطاردة. وتعتبر تلك بداية اتباع المماليك لمبدأ مبايعة ابن السلطان خلفاً له في الدولة المملوكية ليس لتأييدهم مبدأ التوريث ولكن كحل مؤقت إلى أن يبرز أمير قوي يستطيع التفوق على بقية الأمراء المتنافسين على السلطة. التجأت المماليك الصالحية والبحرية إلى الكرك هرباً من ملاحقة المماليك المعزية وحرضوا المغيث عمر الأيوبي على غزو مصر خاصة في ظل وقوعها تحت حكم طفل قاصر وضعف أمور الدولة بسبب تنافس الأمراء على الحكم لكنهم اصطدموا بمواجهة نائب السلطنة الأمير سيف الدين قطز الذي أنزل بهم الهزيمة مرتين. وفي ظل تلك الاضطرابات وقرب خطر المغول الذين أسقطوا الخلافة العباسية في بغداد، تطلبت الأمور أن يمسك بزمام الأمور أمير قوي، فواتت الظروف الأمير سيف الدين قطز أن يتبوأ عرش مصر، فعزل المنصور نور الدين علي بمساعدة الأعيان والأمراء المعزية وقبض عليه وعلى أخيه قاآن وأمهما وسجنهم في برج السلسلة في دمياط.:267:269:575:576:58:60:247:246 |
| 3                             | السلطان الملك المظفر                       |                         | سيف الدين «سيف الدنيا والدين»                | قطز محمود             | ابن ممدود بن خوارزم شاه                                   | ذي القعدة 657هـ/نوفمبر 1259م 15 ذو القعدة 658هـ/22 أكتوبر 1260م مدة: 11 شهرًا         |                                             |                 | بعد أن استتب الأمر في مصر للسلطان سيف الدين قطز، أظهر من جانبه سياسة وحكمة وبراعة في القيادة خاصة في طريقة مواجهته للخطر المغولي الذي أخضع جميع الدول الإسلامية الكبرى في هذا الوقت تحت حكمه فأسقط الدولة الخوارزمية وأقاليم ما وراء النهر وخوارزم وخراسان وأذربيجان وفارس وأسقطوا الخلافة العباسية في بغداد وإمارات الأيوبيين في الشام، ولم يتبقى لهم إلا ديار مصر والحجاز واليمن. قام قطز بوضع استراتيجيته العسكرية اعتماداً على شقين، الأول تدعيم جبهة البلاد الداخلية عن طريق تعبئة الرأي العام لحرب المغول والدعوة للجهاد وتدبير الأموال اللازمة للحرب من خلال فرض الضرائب بعد أن بدأ بنفسه وأمراؤه وسانده في ذلك رجال الدين وعلى رأسهم العز بن عبد السلام، والثاني حشد القوات العسكرية وشحذ همم الأمراء المتخاذلين وتقوية عزيمتهم وحثهم على نصرة الإسلام والمسلمين ودرء خطر المغول الذين ألحقوا الخراب والتدمير بالبلاد التي دخلوها، واستطاع قطز توحيد صفوف المسلمين في مصر والشام تحت راية واحدة عن طريق استقطاب قوات جيش الملك الناصر يوسف الأيوبي الفارة من الشام من الناصرية والشهرزورية وما تبقى من القوات الخوارزمية وقوات من قبل أمير الكرك الأيوبي بالإضافة إلى المماليك البحرية التي فرت من مصر أيام السلطان عز الدين أيبك وعلى رأسهم بيبرس البندقداري وقرروا مساندة قطز خاصة في ظل استسلام معظم الأمراء الأيوبيين للمغول، ومن جهته تناسى قطز خلافاته القديمة معهم ومع الأمراء الأيوبيين بفعل أن الموقف يتطلب تضافر جميع الجهود المتاحة، كذلك عاهد قطز صليبيي عكا ووعدهم بالمكافأة حتى لا يفتح على نفسه معارك جانبية ينشغل بها عن عدوه الرئيسي حتى وإن كان موقف الصليبيين ضعيف. وبالفعل التقى الفريقان في عين جالوت يوم 26 رمضان 658 هـ/3 سبتمبر 1260م، فأبلى الجيش المملوكي بلاءً حسنا تحت قيادة قطز الذي قاد المعارك بنفسه وعمد إلى خلع خوذته قائلاً جملته المشهوره "وا إسلاماه" التي دفعت جنوده للاستبسال في القتال وعلى رأسهم الأمير بيبرس البندقداري الذي أظهر شجاعة وبراعة في فنون القتال حتى تم النصر للمسلمين. وتابع قطز زحفه فدخل دمشق ثم أخذ يعمل على مكافأة الأمراء فأعاد بعض الأمراء الأيوبيين إلى إماراتهم بعد أن أخذ عليهم المواثيق بالطاعة وأقطع الأمراء المعزية والصالحية بإقطاعات جليلة وعين الأمير علم الدين سنجر الحلبي نائباً له على دمشق، ورغم أنه وعد الأمير بيبرس البندقداري بإمارة حلب إذا انتصر على المغول إلا أنه منحها للسعيد علاء الدين بن بدر الدين لؤلؤ، فأثار ذلك حفيظة بيبرس وكان سبباً في الجفاء بين الرجلين وأعاد إلى الأذهان العداوة القديمة بينهما بسبب مشاركة قطز في مقتل أقطاي زعيم المماليك البحرية، فكان أن دبر بيبرس مع الأمراء البحرية لقتل قطز أثناء خروجه لممارسة رياضة الصيد، فتم لهم ما أرادوا وقتلوه في 15 ذو القعدة 658هـ/22 أكتوبر 1260م.:267:269:575:576:61:84:248:112 |
| 4                             | السلطان الملك الظاهر :267:269 :575:576 :52 | أبي الفتوح              | ركن الدين «ركن الدنيا والدين»                | بيبرس                 | العلائي البندقدارِي الصالحي النجمي                         | 19 ذو القعدة 658هـ/أكتوبر 1260م 27 محرم 676هـ/يونيو 1277م مدة: 16 سنةً و8 أشهرٍ        | المكتبة الظاهرية، دمشق                      |                 | بعد معركة عين جالوت انتهت الزعامة الأيوبية تماماً عن بلاد الشام، واستتب الأمر للمماليك في مصر والشام فصار ينظر إليهم كالدرع الواقي والوحيد للعالم الإسلامي من المغول، وصارت لهم دولة معترف بها من جميع الدول الإسلامية تحظى بالإجلال والتقدير. بعد مقتل قطز اتفق الأمراء البحرية الذين اشتركوا في مقتله على سلطنة بيبرس أقوى أمرائهم، فبايعه الأمراء والجند وجلس على سدة السلطنة في القلعة في 19 ذو القعدة 658هـ/أكتوبر 1260م وتلقب أولاً بالملك القاهر ثم أشير عليه بتغييره للملك الظاهر فاستجاب لذلك. اتصف بيبرس بالشجاعة والبأس الشديد والحزم وحسن التدبير والسياسة ظهرت في إجراءاته التي اتخذها لتدعيم أواصر حكمه، فاستقطب الأمراء خاصة الذين ساندوه في انقلابه على قطز ووزع عليهم المناصب الكبرى، وتقرب إلى العامة بتخفيف الضرائب، وأفرج عن السجناء السياسيين وتوجه إلى الحركات المناهضة لحكمه مثل حركة سنجر الحلبي وانتفاضة الكوراني وانتفاضة العرب فقضى عليها فاستقرت الأوضاع الداخلية للبلاد. من جهة أخرى عمل بيبرس على إكساب حكمه الصفة الشرعية والدعم الأدبي عن طريق إحياء الخلافة العباسية التي أسقطها المغول في بغداد، بعد أن نظر إليه معاصروه على أنه اغتصب الحكم من السلطان قطز الذي كان يحظى بمكانة كبيرة عند العامة بعد انتصاره على المغول، بجانب شعور المماليك بصفة عامة منذ قيام دولتهم بأنهم اغتصبوا الحكم من الأيوبيين ونظرة العامة إليهم من زاوية أصلهم غير الحر، ورغبة من بيبرس في أن يحظى بمكانة أعلى من باقي الأمراء والملوك في البلاد الإسلامية الأخرى بصفته حامي الخلافة التي تمثل القيادة الروحية للعالم الإسلامي، فقام بمبايعة الأمير العباسي أبو القاسم أحمد خليفة للمسلمين ولقب بالمستنصر بالله وبدوره خلع الخليفة على بيبرس بالسلطنة، ولما قتل المستنصر بالله في محاولة العودة إلى بغداد، استدعى بيبرس الأمير العباسي أبى العباس أحمد وبايعه بالخلافة ولقب بالحاكم بأمر الله، فخلع عليه الخليفة بالسلطنة ولقبه بقسيم أمير المؤمنين، ولم ينل الخليفة الجديد إلا صلاحيات ضيقة جداً في ظل سيطرة ونفوذ بيبرس. يعتبر بيبرس هو المؤسس الحقيقي لدولة المماليك البحرية لما استحدثه من نظم وقواعد ووظائف طورت الجهازين الإداري والعسكري للدولة، فقد قام بتحصين حدود دولته وعمر استحكامات الثغور للدفاع عنها، ونظم فرق الجند وعمد إلى تكوين قوة عسكرية برية وبحرية قوية لردع أعداء الدولة المحيطين بها، وربط أنحاء البلاد بشبكة من خطوط البريد البرية والجوية مركزها قلعة الجبل بهدف تسريع تلقي الأخبار وإصدار الأوامر، أما على مسار علاقاته الخارجية فقام بالتخلص من الأمراء الأيوبيين المناوئين لحكمه في الشام، وضم بلاد الحجاز للتحكم بتجارة البحر الأحمر من جهة والتمتع بالمهابة الروحية بصفته المسؤول عن الحرمين الشريفين من جهة أخرى، كذلك ضم بلاد اليمن، وأخضع بلاد النوبة لحكمه. من جهة أخرى حافظ على علاقاته الودية مع الحفصيين في تونس إلا أنها ما لبثت أن أصابها الفتور في ظل الخلاف الذي نشأ بسبب تلقب ملوك بني حفص يالخلفاء وإحياء بيبرس الخلافة العباسية في القاهرة، وتحالف مع كل من مغول القبجاق المسلمين والإمبراطور البيزنطي ميخائيل الثامن باليولوغوس والسلطان السلجوقي عز الدين كيكاوس، وحارب مغول فارس والصليبيين، وتوفي متأثراً بمرضه في 27 محرم 676هـ/يونيو 1277م.:71:82:159:233:264:249:136:137:38:17 |
| 5                             | السلطان الملك السعيد                       | أبي المعالي             | ناصر الدين «ناصر الدنيا والدين»              | محمد بركة خان         | ابن الظاهر بيبرس البندقداري                               | 27 صفر 676هـ/1 أغسطس 1277م 17 ربيع الآخر 678هـ/31 أغسطس 1279م مدة: سنتان و30 يومًا    |                                             |                 | تسلطن بركة خان في حياة أبيه سنة 662هـ/1263م وظل على هذا الوضع وليس له من الملك شئ إلا الاسم إلى أن توفي والده، فاتفق كبار الأمراء الصالحية على سلطنته احتراماً لعهدهم مع أبيه وبايعوه في 27 صفر 676هـ/1 أغسطس 1277م، إلا أنهم وفي ظل عدم إيمانهم بمبدأ الوراثة ونظرتهم إليه على أنه شاب حديث السن واستيائهم من غروره بنفسه وانقياده وراء نفوذ والدته ومماليكه الأحداث أخذوا يسببون له المتاعب من جهة ومن جهة أخرى أوغرت بطانته من صغار المماليك صدره ضدهم فأخذت العلاقة بين الطرفين تتسم بالسوء حيناُ وبالهدوء حيناً أخرى، حتى كانت سنة 677هـ/1278م حين خرج بركة خان إلى دمشق وأشار عليه خاصكيته بإبعاد الأمراء المعارضين بإخراجهم لغزو بلاد الأرمن والقبض عليهم عند عودتهم وتوزيع إقطاعاتهم عليهم، فلما نما إلى علم الأمراء المعارضون ذلك خرجوا إلى مرج الصفر قرب دمشق وأقاموا هناك فحاول بركة خان استرضائهم فرفضوا إلا بإبعاده مماليكه الأحداث عن إدارة الدولة فرفض وقرر الأمراء التوجه إلى مصر وعزله فسبقهم بركة خان إلى القلعة فحاصروه وأصروا على أن يخلع نفسه فاضطر لذلك وتنازل عن الحكم في 17 ربيع الآخر 678هـ/31 أغسطس 1279م وطلب منهم أن يمنحوه الكرك فوافقوا على ذلك.:267:269:575:576:161:164:233:265:266 |
| 6                             | السلطان الملك العادل                       |                         | سيف الدين أو بدر الدين «بدر الدنيا والدين»   | سلامش                 | ابن الظاهر بيبرس البندقداري                               | ربيع الآخر 678هـ/سبتمبر 1279م 11 رجب 678هـ/نوفمبر 1279م مدة: ثلاثة أشهر              |                                             |                 | برز خلال النزاع الذي نشأ بين كبار الأمراء الصالحية وبركة خان، الأمير سيف الدين قلاوون الألفي كمرشح بارز لتولي السلطة، خاصة بعد الدور الذي لعبه في تنازل بركة خان عن العرش، فعرض عليه الأمراء الصالحية منصب السلطنة، لكنه أحجم في البداية ولم يجبهم متظاهراً بولائه لبيت بيبرس، ومبديا في ذلك بعد نظر، فقد كان غالبية الجيش من المماليك الظاهرية ونواب بلاد الشام من الموالين لبيت بيبرس وخشي قيامهم بالثورة ضده إن تولى السلطة، فاتفق مع الأمراء الموالين له على تولية بدر الدين سلامش بن بيبرس حديث السن وتعيين قلاوون أتابكاً له، فكانت بذلك السلطة الفعلية في يد قلاوون ولم يكن لسلامش من السلطنة إلا الاسم، وأخذ قلاوون يمهد الطريق لنفسه فعزل نواب الشام وولى مكانهم أمراء موالين له، وقبض على بعض الأمراء الظاهرية ممن شك في ولائهم، وقرب إليه المماليك الصالحية والخاصكية، وتخلص من كل منافسيه على السلطة، ولما استتب له الأمر خلع سلامش في 11 رجب 678هـ/نوفمبر 1279م وتسلطن مكانه.:87:267:269:575:576:165:166:233:267 |
| 7                             | السلطان الملك المنصور                      | أبو المعالي، أبو الفتوح | سيف الدين «سيف الدنيا والدين»                | قلاوون                | ابن عبد الله التركي الألفي العلائي الصالحي النجمي         | 11 رجب 678هـ/نوفمبر 1279م ذي القعدة 689هـ/نوفمبر 1290م مدة: 11 سنةً                   | مجموعة المنصور قلاوون، القاهرة              |                 | قلاوون هو من الأمراء الصالحية البحرية البارزين وكان صاحب سياسة وعقل وتدبير ومن ذوي الهمة والبأس والذكاء الحاد، زامل بيبرس البندقداري وقدر كل منهم قوة الآخر، فلما اعتلى بيبرس عرش السلطنة آثر قلاوون الصمت وساند حكم بيبرس، إلا أن بيبرس أدرك تطلعات قلاوون السلطوية وأنه سيقف حجر عثرة أمام خطته بحصر السلطنة في بيته، فزوج ابنه بركة خان من غازية خاتون ابنة قلاوون آملاً أن يمنعه هذا التآصر من انتزاع السلطة من زوج ابنته. لكن بعد وفاة بيبرس بايع قلاوون بركة خان وأظهر حنكة بالغة في وصوله إلى هدفه، فترك بركة خان يمضي في انحرافاته ويكتسب بذلك نقمة باقي الأمراء دون تدخل منه، حتى إذا استنجد به بركة خان نصحه قلاوون بالتنازل عن السلطنة وهو ما حدث، ثم أظهر بعد ذلك زهداً في السلطة وبايع الأمير الصبي سلامش بن بيبرس ورضي لنفسه بمنصب الأتابكية الذي مكنه من حكم البلاد فعلياً، فتخلص من أعداؤه من المماليك الظاهرية والأمراء المنافسين له، وعزل الأمراء الموالين لبيت بيبرس من المناصب الهامة وولى مكانهم أنصاره ومواليه، حتى إذا تم له ما أراد قام باستمالة المماليك الصالحية وأقنعهم بعزل سلامش الصبي وتولى عرش السلطنة مكانه. أثبت قلاوون قدرته على تحمل أعباء الحكم وتوحيد البلاد فأخضع معارضيه من الأمراء المماليك الذين ثاروا على حكمه وأشهرهم الأمير سنقر الأشقر نائب دمشق، وأعدم من تآمر ضده من الأمراء الظاهرية وقبض على من شك في إخلاصهم وسجنهم، ولعدم ثقته في بافي الأمراء الظاهرية اتجه لتأسيس طائفة مملوكية جديدة يعتمد عليها وتساعده في تحقيق أهدافه فأنشأ سنة 681هـ/1282م طائفة المماليك الجراكسة، فاستتبت له بذلك أمور الدولة الداخلية. نهج قلاوون نهج بيبرس في حصر ولاية العهد في بيته فعهد إلى ابنه علاء الدين علي بولاية العهد وجعله سلطاناً في حياته وكان ذلك في جمادي الآخرة 679هـ/أكتوبر 1280م ولقب بالملك الصالح وخوطب بالسلطان وولي العهد وأقام على ذلك حتى توفي في حياة أبيه سنة 687هـ/1288م فحزن عليه قلاوون حزناً شديداً، وكان من الطبيعي أن يعهد بولاية العهد لابنه الثاني خليل إلا أنه لم يفعل لعدم اقتناعه بكفائته في إدارة شؤون الحكم إلا أن ذلك لم يمنع انتقال الحكم إليه في المستقبل. شهدت علاقات الدولة وحروبها الخارجية نشاطاً ملحوظاً في عهد قلاوون، فاستطاع فرض سلطته على الحجاز واليمن واستمرت في عهده العلاقات الودية مع مغول القبجاق ونجح في إخضاع بلاد النوبة التي ثارت على حكم المماليك، وجنح في بداية حكمه إلى الدبلوماسية في علاقاته الخارجية مع الصليبيين ومغول فارس نظراً لما كان يستدعيه الوضع الداخلي للبلاد وضروروة الفصل في الأمور الداخلية أولاً، حتى إذا قضى على الخلافات الداخلية، عقد المعاهدات مع إمارات الصليبيين في الشام واتجه لصد مغول فارس الإيلخانيين الذين هاجموا شمال الشام، والتقا الجيشان في معركة حمص فرجحت كفة المغول في البداية واضطربت صفوف الجيش المملوكي إلا أن تعجل المغول في جمع الأسلاب وثبات قلاوون في المعركة شجع الأمراء والجنود والتفوا حول سلطانهم واستبسلوا في القتال فانهزم جيش المغول وانسحب من بقي منهم عابرين نهر الفرات الذي أضحى الحد الفاصل بين المملكتين المغولية والمملوكية. أما الصليبيين فقد استغل قلاوون صراعاتهم الداخلية في إمارات الشام، وتوجه إليهم بعدة حملات عسكرية لما دأبوا عليه من محالفة مغول فارس واعتراض قوافل التجار المسلمين، فاستطاع فتح حصن المرقب واللاذقية وطرابلس ومهد لفتح عكا إلا أن الموت عاجله في ذي القعدة 689هـ/نوفمبر 1290م وحصل على وعد من ابنه خليل وهو على فراش الموت باستكمال ما بدأه وفتح غكا.:113:267:269:575:576:169:200 :233:272:268:16:17 |
| 8                             | السلطان الملك الأشرف                       |                         | صلاح الدين «صلاح الدنيا والدين»              | خليل                  | ابن المنصور قلاوون                                        | 7 ذو القعدة 689هـ/نوفمبر 1290م 12 محرم 693 هـ/ديسمبر 1293م مدة: 3 سنواتٍ وشهرًا واحدًا  | قبة الأشرف خليل بن قلاوون، القاهرة          |                 | رغم عدم ثقة المنصور قلاوون في ابنه خليل لعدم رضاه عن تصرفاته، وموته دون أن يوقع التقليد له بولاية العهد، إلا أن الموقف السياسي وقتها تتطلب سرعة تولية سلطان جديد يقود الحملة التي جهزها المنصور قلاوون إلى عكا، فبايع الأمراء الأشرف خليل بالسلطنة في 7 ذو القعدة 689هـ/نوفمبر 1290م. لم تستقر الأوضاع للسلطان خليل دون تعرضه للمنافسة التقليدية من جانب كبار الأمراء التي تعرض لها أغلب سلاطين المماليك، وفي المقابل اتسم بقسر النظر السياسي عندما لم يدرك ما يتمتع به هؤلاء الأمراء من نفوذ وقوة، فأبعدهم عن مناصب الدولة الكبرى ونصب مكانهم أحداثاً من أعوانه، ما أغار صدور المعزولين على حكمه. من جانب آخر اتصف السلطان خليل بالشجاعة والإقدام والإصرار على مقاتلة الصليبيين على غرار أبيه، والحرص على استتباب الأمن في البلاد فأخمد ثورة العربان وأتم مشروع والده الصليبيين كافة من بلاد الشام بفتح عكا آخر معاقلهم الكبرى بها في 17 جمادي الأولى 690هـ/ مايو 1291م وتلاها بفتح صور وصيدا وبيروت وحيفا وجبيل وأنطرطوس وعثليث، وبذلك استعاد المماليك جميع المدن الساحلية بالشام وانتهت الحروب الصليبية على الشرق الإسلامي بعد قرنين من الزمان. لم يشفع جهاد السلطان خليل ضد الصليبيين له عند كبار الأمراء خاصة مع ازدياد تكبره عليهم، وكانت العداوة قد نشبت بين السلطان خليل ونائبه بدر الدين بيدرا بسبب دسيسة من الأمير شمس الدين بن السلعوس فأوغر صدر السلطان عليه فأقدم على انتزاع بعض الإقطاعات من نائبه وضمها إلى أملاكه، فتغير بيدرا عليه واتفق مع حسام الدين لاجين على قتله، وحانت لهم الفرصة عند خروج السلطان خليل للصيد في تروجة فجمع بيدرا الأمراء الناقمين على السلطان وهم حسام الدين لاجين المنصوري وشمس الدين قراسنقر وسيف الدين بهدار المنصوري وغيرهم وخرجوا متظاهرين بالرغبة في الصيد وقتلوا السلطان خليل في 12 محرم 693 هـ/ديسمبر 1293م، وظل جثمانه ملقى على الأرض مدة يومين حتى حمله الأمير عز الدين أيدمر العجمي والي تروجة إلى بيت المال بدار الولاية، ثم نقله الأمير سعد الدين كوجا الناصري إلى القاهرة ودفنه بقبته التي شيدها بالقرب من من مشهد السيدة نفيسة.:267:269:575:576:229:252:201:210:274:273 |
| 9                             | السلطان الملك الناصر                       | أبو المعالي، أبو الفتح  | ناصر الدين «ناصر الدنيا والدين»              | محمد                  | ابن المنصور قلاوون                                        | 14 محرم 693هـ/ديسمبر 1293م محرم 694هـ/ديسمبر 1294م مدة: سنةً واحدةً                    | مجموعة المنصور قلاوون، القاهرة              |                 | بعد مقتل السلطان خليل اتفق المتآمرون على تعيين زعيم المؤامرة الأمير بدر الدين بيدرا سلطاناً، لكن واجهوا مقاومة شرسة من المماليك الأشرفية بقيادة الأمير زين الدين كتبغا الذي استطاع مواجهة المتآمرين وقتل الأمير بيدرا وهم بسلطنة نفسه لكن واجه رفض الأمير علم الدين سنجر الشجاعي الذي منعه من دخول قلعة الجبل، وتفاوض الطرفين حتى اتفقا على سلطنة محمد ابن السلطان قلاوون وأخو السلطان خليل في 14 محرم 693هـ/ديسمبر 1293م ولقب بالناصر محمد أبي الفتوح، وكان عمره آنذاك تسع سنوات، ووزع كبار الأمراء المناصب فيما بينهم فعين الأمير زين الدين كتبغا نائباً للسلطنة، والأمير علم الدين سنجر الشجاعي وزيراً، والأمير حسام الدين لاجين أتابكاً للعساكر، والأمير ركن الدين بيبرس الجاشنكير أستاداراً، والأمير ركن الدين بيبرس المنصوري دوادراً. اتسمت فترة سلطنة الناصر محمد الأولى بتصارع كبار الأمراء على انتزاع الحكم منه متحججين بصغر سنه وبرز في هذا النزاع الأمير زين الدين كتبغا والأمير على الدين سنجر الشجاعي واحتدم الصراع بينهما حتى انتهى بمقتل الأخير على يد مماليك السلطان البرجية بالقلعة. من جانبه واستمراراً لمد نفوذه أفرج كتبغا عن أمراء المماليك المعتقلين واستقطبهم إلى جانبه وأمن بعض المشاركين في مقتل السلطان الأشرف خليل وهم الأمير حسام الدين لاجين والأمير شمس الدين قراسنقر، فأثار ذلك المماليك الأشرفية ضده وحاولوا الثورة عليه إلا أنه بدد شملهم، وانتهز الأمير لاجين تلك الفرصة لتحريض كتبغا ضدهم وتشجيعه على خلع السلطان نظراً لأنه كان يخشى غائلة المماليك الأشرفية لقتله أستاذهم وانتقام الناصر محمد لقتله أخوه، أثر التحريض في كتبغا ووافق طموحه وتطلعاته نحو العرش فعزل الناصر محمد وتسلطن مكانه في محرم 694هـ/ديسمبر 1294م، وعين لاجين نائباً للسلطنة.:267:269:575:576:211:215:279 |
| 10                            | السلطان الملك العادل                       |                         | زين الدين «زين الدنيا والدين»                | كتبغا                 | ابن عبد الله المنصوري التركي المغولي                      | 694هـ/1294م 696هـ/1296م مدة: سنتان                                                   |                                             |                 | اتصف كتبغا بقصر النظر السياسي فلم يراعي مكانة الأمراء القدماء ووزع مناصب الدولة بين مماليكه وخاصته وعين الأمير حسام الدين لاجين نائباً له وفوض إليه جميع أمور الدولة، ورافق ذلك سوء الطالع الذي أصيبت به البلاد منذ توليه السلطنة فعم القحط والوباء واشتدت المجاعة وارتفعت الأسعار وانخفض منسوب النيل فتشائم الناس منه ومن حكمه. كذلك قام كتبغا بالترحيب بجند المغول العويراتية الوثنيين من بني جنسه الذين فروا إلى مصر على إثر اعتناق الإيلخان غازان محمود الدين الإسلامي وقد أثار هذا الترحيب استياء العامة وحقد الأمراء خاصة مع انعامه عليهم بالإقطاعات وسماحه لهم بممارسة شعائرهم الدينية الوثنية بحرية. على جانب آخر أطلق كتبغا العنان لاثنين من مماليكه هما بتخاص وبكتوت الأزرق لإاساءا استعمال سلطاتهما وحرضاه على التخلص من الأمير لاجين ومن جهته وتأكيداً لأطماعه في منصب السلطنة أخذ لاجين يكيد لكتبغا في الباطن مستغلاً ما اكتسبه من كراهية وحقد الناس والأمراء، واختتم ذلك باستغلاله سخط أمراء الشام على السلطان لعزله نائب السلطنة في الشام الأمير عز الدين أيبك الحموي وامتناعه عن توزيع الإقطاعات والهدايا عليهم وحرضهم عليه فاتجه كتبغا بدوره للشام حتى يقر الأمن فيها فاستغل لاجين ذلك وبعد كتبغا عن عاصمة حكمه ودبر مؤامرة مع الأمراء المناصرين له لقتل كتبغا في طريق عودته إلى القاهرة إلا أن كتبغا فطن للمؤامرة وفر إلى دمشق حيث جدد له نائبه فيها الولاء فاقتنص لاجين الفرصة وأعلن نفسه سلطاناً وبايعه الأمراء الموالين له:104:267:269:575:576:216:218:275:276:16 |
| 11                            | السلطان الملك المنصور                      | أبو الفتوح، أبو الفتح   | حسام الدين «حسام الدنيا والدين»              | لاجين                 | ابن عبد الله المنصوري                                     | 696هـ/أكتوبر 1296م ربيع الآخر 689هـ/يناير 1299م مدة: سنتان و3 أشهرٍ                   |                                             |                 | حقق لاجين أطماعه في الوصول إلى كرسي الحكم واشترط عليه الأمراء الذين بايعوه أن لا يطلق العنان لمماليكه وأن لا يستبد برأيه. وحتى يوطد لحكمه قام بإبعاد كلاً من السلطان المخلوع العادل كتبغا إلى صرخد والسلطان المخلوع الناصر محمد إلى الكرك ثم تلى ذلك بنكث وعوده إلى الأمراء وخلع الأمير شمس الدين قراسنقر المنصوري نائب السلطنة وقبض عليه وعين بدلاً منه الأمير المقرب منه سيف الدين منكوتمر ومنحه السلطان صلاحيات واسعة استغلها منكوتمر في تدبير المؤامرات وحجب السلطان عن الخاصة والعامة وإقناعه بتوليته العهد من بعده بما أنه ليس له ولد يخلفه، ما زاد حقد الأمراء عليه بعد أن أقاصاهم عن مناصبهم وأقام مماليك السلطان لاجين مكانهم، أثمرت تلك السياسات المجحفة من قبل السلطان ونائبه عن اتفاق بعض الأمراء على التخلص منهما ففطن لاجين إلى المؤامرة وآثر أن لا يخرج من القلعة خشية على نفسه إلا أن مقتله كان على يد من اصطفاهم لنفسه، فاشترك الأمير كرجي المقرب من السلطان مع الأمير سيف الدين طغجي مقدم البرجية في قتل السلطان وقتل بعده بقليل نائبه منكوتمر.:267:269:575:576:219:228:100:113:277:278 |
| المرة الثانية                 | السلطان الملك الناصر                       | أبو المعالي، أبو الفتح  | ناصر الدين «ناصر الدنيا والدين»              | محمد                  | ابن المنصور قلاوون                                        | جمادي الأولى 698هـ/فبراير 1299م [[10 شوال 708هـ/مارس 1309م مدة: 10 سنواتٍ وشهرًا واحدًا |                                             |                 | بعد مقتل المنصور لاجين، تجددت الصراعات على كرسي السلطنة بين الأمراء، لعدم وجود شخصية قوية تستطيع حسم الموقف لصالحها، فاتفقوا كمخرج من تلك الأزمة على استدعاء الناصر محمد بن قلاوون من الكرك لتولي المنصب المتنازع عليه، على أن يكون الأمير طغجي نائباً له، إلا أن الأمير كرجي لم يميل إلى ذلك الحل ورأى أن يولى طغجي السلطنة وأن يكون هو نائباً له، إلا أن باقي الأمراء لم يوافقوهم على ذلك بالإضافة إلى استياء الجند من قتلهم للسلطان لاجين، فاتفقوا على قتلهما وتم لهم ما أرادوا وجئ بالناصر محمد من الكرك وتسلم الحكم ولم يكن عمره آنذاك يتجاوز الرابعة عشرة، فعين الأمير سيف الدين سلار نائباً له والأمير ركن الدين بيبرس الجاشنكير أستاداراً. استبد الأميران سلار وبيبرس بالسلطة لصغر سن السلطان الناصر وضيقا الخناق عليه حتى في التصرف في أبسط الأمور، في نفس الوقت ازداد التنافس بين الأميرين للاستئثار بالسلطة والنفوذ وانعكس ذلك على حالة النزاع بين طوائف المماليك حيث كان بيبرس يلي أمور المماليك البرجية في حين يشرف سلار على شؤون المماليك الصالحية والمنصورية، ونتيجة لسوء أحوال البلاد بما ذلك ثورات العربان وعجز الناصر محمد عن التخلص من سلار وبيبرس، قرر الناصر محمد التخلي عن الحكم باختياره فتظاهر بالسفر للحج ثم اتجه إلى الكرك وكتب بذلك إلى الأميران سلار وبيبرس :267:269:575:576:229:252:279 |
| 12                            | السلطان الملك المظفر                       | أبو الفتح               | ركن الدين «ركن الدنيا والدين»                | بيبرس                 | الجاشنكير المنصوري                                        | 23 شوال 708هـ/أبريل 1309م رمضان 709هـ/فبراير 1310م مدة: 10 أشهرٍ                      |                                             |                 | بعد خلع الناصر محمد نفسه من السلطنة واتجاهه إلى الكرك، استقر رأي الأمراء على تولية الأمير سلار السلطنة إلا أنه اعتذر ورشح الأمير بيبرس للمنصب وكان أول من بايعه وتبعته المماليك البرجية ليكون بذلك أول من نجح من الجراكسة في الاستيلاء على السلطنة، ولكن لم تستقر الأمور للسلطان الجديد في ظل ولاء كبار الأمراء لبيت قلاوون رغم تأييدهم الظاهري له، بالإضافة إلى تعاطف العامة مع الناصر محمد الذي أظهر بُعد نظر وحكمة بإبعاد نفسه عن مركز المؤامرات في القاهرة حتى لو تنازل عن عرشه، وفي نفس الوقت بدأ في توطيد اتصالاته بالأمراء الموالين له في الشام من موقعه القريب في الكرك، وترك لبيبرس في القاهرة الوقت الكافي حتى تتعقد أمامه الأمور وتكثر المشاكل من حوله منتظراً الوقت المناسب للوثوب عليه واستعادة عرشه، وحانت تلك اللحظة عندما أبدا بيبرس حنقه على اتصال الناصر محمد بالأمراء وأرسل إليه يهدده بالنفي إلى القسطنطينية، فبدأ حينذاك الناصر محمد التحرك الفعلي على الأرض وأرسل إلى أمراء الشام الموالين له للوافاء بوعودهم ومساعدته للرجوع إلى عرشه، وفي نفس الوقت أرسل إلى بيبرس رسالة خادعة يماطله فيها بإظهار نفسه في موقف الضعيف. وغادر الناصر محمد الكرك إلى دمشق فدخلها وسط ابتهاج الناس وبايعه نائبها كما بايعه أمراء طرابلس وحماة وحلب ثم غادرها متوجهاً إلى القاهرة، فبلغت تحركاته أهل مصر فشبت المظاهرات المؤيدة له في القاهرة وحاصر المتظاهرون بيبرس في القلعة وانفض الناس من حوله وخرجت عساكر مصر تؤيد الناصر محمد، ولم يبقى حوله إلا خواصه فاقترح عليه نائبه الأمير سلار طلب العفو من الناصر محمد فكتب إليه يستعطفه أن يمنحه الإقامة في الكرك أو صهيون أو حماة، ثم خلع نفسه وهرب مع مماليكه قاصداً أطفيح.:253:258:37:267:269:575:576:71:281:280 |
| المرة الثالثة                 | السلطان الملك الناصر :267:269 :575:576     | أبو المعالي، أبو الفتح  | ناصر الدين                                   | محمد                  | ابن المنصور قلاوون                                        | رمضان 709هـ/فبراير 1310م 741هـ/1340م مدة: 30 سنةً                                     |                                             |                 | :575:576 |
| 13                            | السلطان الملك المنصور                      |                         | سيف الدين «سيف الدنيا والدين»                | أبو بكر               | ابن الناصر محمد بن المنصور قلاوون                         | 741هـ/1340م 742هـ/1341م مدة: سنةً واحدةً                                               |                                             |                 | :267:269:575:576:293 |
| 14                            | السلطان الملك الأشرف                       |                         | علاء الدين «علاء الدنيا والدين»              | كجك                   | ابن الناصر محمد بن المنصور قلاوون                         | 742هـ/1341م 742هـ/1341م                                                              |                                             |                 | :267:269:575:576:71:294 |
| 15                            | السلطان الملك الناصر                       |                         | شهاب الدين «شهاب الدنيا والدين»              | أحمد                  | ابن الناصر محمد بن المنصور قلاوون                         | 742هـ/1342م 743هـ/1342م                                                              |                                             |                 | :267:269:575:576:295 |
| 16                            | السلطان الملك الصالح                       | أبو إسماعيل، أبو الفدا  | عماد الدين «عماد الدنيا والدين»              | إسماعيل               | ابن الناصر محمد بن المنصور قلاوون                         | 743هـ/1342م 746هـ/1345م مدة: 3 سنواتٍ                                                 |                                             |                 | :267:269:575:576:299:296 |
| 17                            | السلطان الملك الكامل                       |                         | سيف الدين «سيف الدنيا والدين»                | شعبان                 | ابن الناصر محمد بن المنصور قلاوون                         | 746هـ/1345م 747هـ/1346م مدة: سنةً واحدةً                                               |                                             |                 | :267:269:575:576:302:300 |
| 18                            | السلطان الملك المظفر                       |                         | سيف الدين «سيف الدنيا والدين»                | حاجي                  | ابن الناصر محمد بن المنصور قلاوون                         | 747هـ/1346م 748هـ/1348م مدة: سنتان                                                   |                                             |                 | :267:269:575:576:304:303 |
| 19                            | السلطان الملك الناصر                       |                         | بدر الدين أو ناصر الدين «ناصر الدنيا والدين» | حسن                   | ابن الناصر محمد بن المنصور قلاوون                         | 748هـ/1348م 752هـ/1351م مدة: 3 سنواتٍ                                                 | لم يستدل على جثته.                          |                 | :267:269:575:576:307:305 |
| 20                            | السلطان الملك الصالح                       |                         | صلاح الدين «صلاح الدنيا والدين»              | صالح                  | ابن الناصر محمد بن المنصور قلاوون                         | 752هـ/1351م 755هـ/1354م مدة: 3 سنواتٍ                                                 |                                             |                 | :267:269:575:576:309:308 |
| المرة الثانية                 | السلطان الملك الناصر                       |                         | بدر الدين أو ناصر الدين «ناصر الدنيا والدين» | حسن                   | ابن الناصر محمد بن المنصور قلاوون                         | 755هـ/1354م 762هـ/1361م مدة: 7 سنواتٍ                                                 |                                             |                 | :267:269:575:576 |
| 21                            | السلطان الملك المنصور                      |                         | صلاح الدين «صلاح الدنيا والدين»              | محمد                  | ابن المظفر حاجي بن الناصر محمد بن المنصور قلاوون          | 762هـ/1361م 764هـ/1363م مدة: سنتان                                                   |                                             |                 | :267:269:575:576:318:316 |
| 22                            | السلطان الملك الأشرف                       | أبو المعالي             | زين الدين أو ناصر الدين «ناصر الدنيا والدين» | شعبان                 | ابن حسين بن الناصر محمد بن المنصور قلاوون                 | 764هـ/1363م 778هـ/1377م مدة: 14 سنةً                                                  |                                             |                 | :267:269:575:576:235:328:319 |
| 23                            | السلطان الملك المنصور                      |                         | علاء الدين «علاء الدنيا والدين»              | علي                   | ابن الأشرف شعبان بن حسين بن الناصر محمد بن المنصور قلاوون | 778هـ/1377م 783هـ/1381م مدة: 4 سنواتٍ                                                 |                                             |                 | :267:269:575:576:331:329 |
| 24                            | السلطان الملك الصالح                       |                         | صلاح الدين «صلاح الدنيا والدين»              | حاجي                  | ابن الأشرف شعبان بن حسين بن الناصر محمد بن المنصور قلاوون | 783هـ/1381م 784هـ/1382م مدة: سنةً واحدةً                                               |                                             |                 | :267:269:575:576:334:332 |
| عصر المماليك الجراكسة/البرجية |                                            |                         |                                              |                       |                                                           |                                                                                      |                                             |                 | |
| 1                             | السلطان الملك الظاهر                       | أبو سعيد                | سيف الدين «سيف الدنيا والدين»                | برقوق                 | ابن آنص بن عبد الله العثماني اليلبغاوي الجركسي            | 784هـ/1382م 790هـ/1388م مدة: 6 سنواتٍ                                                 | مجموعة السلطان الناصر فرج بن برقوق، القاهرة |                 | :267:269:575:576:73:346:336 |
| ـــ                           | السلطان الملك المنصور                      |                         | صلاح الدين «صلاح الدنيا والدين»              | حاجي                  | ابن الأشرف شعبان بن حسين بن الناصر محمد بن المنصور قلاوون | 790هـ/1388م 792هـ/1390م مدة: سنتان                                                   |                                             |                 | :267:269:575:576 |
| المرة الثانية                 | السلطان الملك الظاهر                       | أبو سعيد                | سيف الدين «سيف الدنيا والدين»                | برقوق                 | ابن آنص بن عبد الله العثماني اليلبغاوي الجركسي            | 792هـ/1390م 801هـ/1399م مدة: 9 سنواتٍ                                                 |                                             |                 | :267:269:575:576 |
| 2                             | السلطان الملك الناصر                       | أبو السعادات            | زين الدين أو ناصر الدين «ناصر الدنيا والدين» | فرج                   | ابن الظاهر برقوق                                          | 801هـ/1399م 808هـ/1405م مدة: 6 سنواتٍ                                                 | مجموعة السلطان الناصر فرج بن برقوق، القاهرة |                 | :267:269:575:576:349:347 |
| 3                             | السلطان الملك المنصور                      |                         | عز الدين                                     | عبد العزيز            | ابن الظاهر برقوق                                          | 808هـ/1405م 808هـ/1405م                                                              | مجموعة السلطان الناصر فرج بن برقوق، القاهرة |                 | :267:269:575:576:350 |
| المرة الثانية                 | السلطان الملك الناصر                       | أبو السعادات            | زين الدين أو ناصر الدين «ناصر الدنيا والدين» | فرج                   | ابن الظاهر برقوق                                          | 808هـ/1405م 815هـ/1412م مدة: 7 سنواتٍ                                                 |                                             |                 | :267:269:575:576 |
| ـــ                           | المستعين باللّه                             | أبو الفضل               |                                              | العباس                |                                                           | 815هـ/1412م 815هـ/1412م                                                              |                                             |                 | :267:269:575:576:355:354 |
| 4                             | السلطان الملك المؤيد                       | أبو النصر               | سيف الدين                                    | شيخ                   | المحمودي                                                  | 815هـ/1412م 824هـ/1421م مدة: 9 سنواتٍ                                                 | مسجد السلطان المؤيد شيخ                     |                 | :267:269:575:576:358:356 |
| 5                             | السلطان الملك المظفر                       | أبو السعادات            | شهاب الدين                                   | أحمد                  | ابن المؤيد شيخ                                            | 824هـ/1421م 824هـ/1421م                                                              |                                             |                 | :267:269:575:576:359 |
| 6                             | السلطان الملك الظاهر                       | أبو الفتح               | سيف الدين                                    | ططر                   |                                                           | 824هـ/1421م 824هـ/1421م                                                              |                                             |                 | :267:269:575:576:80،97:360 |
| 7                             | السلطان الملك الصالح                       |                         | ناصر الدين                                   | محمد                  | ابن الظاهر ططر                                            | 824هـ/1421م 825هـ/1422م مدة: سنةً واحدةً                                               |                                             |                 | :267:269:575:576:361 |
| 8                             | السلطان الملك الأشرف                       | أبو النصر               | سيف الدين                                    | برسباي                |                                                           | 825هـ/1422م 841هـ/1438م مدة: 16 سنةً                                                  |                                             |                 | :267:269:575:576:71:72:362:364 |
| 9                             | السلطان الملك العزيز                       | أبو المحاسن             | جمال الدين                                   | يوسف                  | ابن الأشرف برسباي                                         | 841هـ/1438م 842هـ/1438م                                                              |                                             |                 | :267:269:575:576:365 |
| 10                            | السلطان الملك الظاهر                       | أبو سعيد                | سيف الدين                                    | جقمق                  |                                                           | 842هـ/1438م 857هـ/1453م مدة: 15 سنةً                                                  |                                             |                 | :267:269:575:576:87:366:368 |
| 11                            | السلطان الملك المنصور                      | أبو السعادات            | فخر الدين                                    | عثمان                 | ابن الظاهر جقمق                                           | 857هـ/1453م 857هـ/1453م                                                              |                                             |                 | :267:269:575:576:369 |
| 12                            | السلطان الملك الأشرف                       | أبو النصر               | سيف الدين                                    | إينال                 |                                                           | 857هـ/1453م 865هـ/1461م مدة: 8 سنواتٍ                                                 |                                             |                 | :267:269:575:576:68:370:371 |
| 13                            | السلطان الملك المؤيد                       | أبو الفتح               | شهاب الدين                                   | أحمد                  | ابن الأشرف إينال                                          | 865هـ/1461م 865هـ/1461م                                                              |                                             |                 | :267:269:575:576:372 |
| 14                            | السلطان الملك الظاهر                       | أبو سعيد                | سيف الدين                                    | خشقدم                 |                                                           | 865هـ/1461م 872هـ/1467م مدة: 6 سنواتٍ                                                 |                                             |                 | :267:269:575:576:89:373 |
| 15                            | السلطان الملك الظاهر                       | أبو نصر، أبو سعيد       | سيف الدين                                    | بلباي                 | الإينالي المؤيدي                                          | 872هـ/1467م 872هـ/1467م                                                              |                                             |                 | :267:269:575:576:75:236:374 |
| 16                            | السلطان الملك الظاهر                       | أبو سعيد                |                                              | تمربغا                | الرومي                                                    | 872هـ/1468م 872هـ/1468م                                                              |                                             |                 | :267:269:575:576:83:375 |
| 17                            | السلطان الملك الأشرف                       | أبو النصر               | سيف الدين                                    | قايتباي               | المحمودي الأشرفي ثم الظاهري                               | 872هـ/1468م 901هـ/1496م مدة: 28 سنةً                                                  | مجموعة السلطان الأشرف قايتباي، القاهرة      |                 | :267:269:575:576:105:376:377 |
| 18                            | السلطان الملك الناصر                       | أبو السعادات            | ناصر الدين                                   | محمد                  | ابن الأشرف قايتباي                                        | 901هـ/1496م 902هـ/1497م مدة: سنةً واحدةً                                               | مجموعة السلطان الأشرف قايتباي، القاهرة      |                 | :267:269:575:576:378:379 |
| 19                            | السلطان الملك الظاهر                       | أبو سعيد                |                                              | قانصوه                | خمسمائة                                                   | 902هـ/1497م 902هـ/1497م                                                              |                                             |                 | :267:269:575:576:104:380 |
| المرة الثانية                 | السلطان الملك الناصر                       | أبو السعادات            | ناصر الدين                                   | محمد                  | ابن الأشرف قايتباي                                        | 902هـ/1497م 904هـ/1498م مدة: سنةً واحدةً                                               |                                             |                 | :267:269:575:576 |
| 20                            | السلطان الملك الظاهر                       |                         |                                              | قانصوه                | الأشرفي                                                   | 904هـ/1498م 905هـ/1500م مدة: سنتان                                                   |                                             |                 | :267:269:575:576 |
| 21                            | السلطان الملك الأشرف                       | أبو النصر               |                                              | جانبلاط               |                                                           | 905هـ/1500م 906هـ/1501م مدة: سنةً واحدةً                                               |                                             |                 | :267:269:575:576:80:236:381 |
| 22                            | السلطان الملك العادل                       | أبو النصر               | سيف الدين                                    | طومان باي             |                                                           | 906هـ/1501م 906هـ/1501م                                                              |                                             |                 | :267:269:575:576:101:382 |
| 23                            | السلطان الملك الأشرف                       | أبو النصر               |                                              | قانصوه                | من بيبردي الغوري                                          | 906هـ/1501م 922هـ/1516م مدة: 15 سنةً                                                  | لم يستدل على جثته.                          |                 | :267:269:575:576:383:385 |
| 24                            | السلطان الملك الأشرف                       | أبو النصر               |                                              | طومان باي             |                                                           | 922هـ/1516م 923هـ/1517م مدة: سنةً واحدةً                                               | مجموعة السلطان الأشرف الغوري، القاهرة       |                 | :267:269:575:576:386 |

## الملاحظات
1. ↑  القبجاق: هي البلاد الواقعة بين نهر أرتش والسواحل الجنوبية لبحر قزوين وأغلب سكانها من الأتراك والتركمان، وتحكمها القبيلة الذهبية نسبة إلى خيام معسكراتها ذات اللون الذهبي وتدعى أيضاً قبيلة أبناء جوجي نسبة إلى جوجي أكبر أبناء جنكيز خان. ولما كان جوجي قد توفي في حياة أبيه فقد عهد جنكيز خان إلى حفيده باطو بن جوجي بحكم تلك المنطقة ولم يلبث الدين الإسلامي أن انتشر بين هذا الفرع من المغول خاصة بعد اعتناق بركة خان بن جوجي للدين الإسلامي.
2. ↑  الأسدية: نسبة إلى أسد الدين شيركوه.
3. ↑  الصالحية الناصرية: الصالحية نسبة إلى اسم صلاح الدين الأيوبي، والناصرية نسبة إلى لقب الناصر الذي لقب به صلاح الدين الأيوبي.
4. ↑  العادلية: نسبة إلى الملك العادل أبو بكر أحمد أخو صلاح الدين.
5. ↑  الكاملية: نسبة إلى الملك الكامل أبى المعالي محمد ابن الملك العادل.
6. ↑  الصالحية البحرية: الصالحية نسبة إلى الصالح نجم الدين أيوب، والبحرية نسبة إلى مقر إقامتهم بقلعة الروضة المطلة على نهر النيل.
7. ↑  اللقب المضاف إلى الدين
8. ↑  المعزية: نسبة إلى السلطان المعز عز الدين أيبك.
9. ↑  أيبك - أي بك (بالتركية: Aybek): أمير قمر - قمر قوي.
10. ↑  الجاشنكير (بالتركية: Casnigir): اسم وظيفة مركبة من لفظين فارسيين ، (جاشنا) أو (جاشني) ومعناه الذوق، والثاني (كير) ومعناها المتعاطي أو المتذوق، واللفظان أطلقا على الشخص الذي يتذوق الطعام والشراب قبل السلطان خشية أن يكون مسموماً، ومن واجباته الإشراف على الطعام والشراب ومراقبة من يقومون على ذلك والإشراف على مائدة الطعام مع الاستادار.
11. ↑  الصالحي النجمي: تطلق على مماليك السلطان الملك الصالح نجم الدين أيوب.
12. ↑  قطز - قتز (بالتركية: Kutus): الثور الوحشي.
13. ↑  الناصرية: نسبة إلى الناصر يوسف الأيوبي.
14. ↑  الشهرزورية: نسبة إلى شهرزور وهي كورة واسعة في الجبال بين إربل وهمدان وأهلها من الأكراد.
15. ↑  عين جالوت: بلدة بين بيسان ونابلس في فلسطين.
16. ↑  ببرس - بيبرس - باي بارس (بالتركية: Baybars): أمير فهد - فهد غني.
17. ↑  العلائي: تطلق على المماليك التي اشتراها الأمير علاء الدين آق سنقر واختلفت المصادر حول اسم الأمير علاء الدين ، فمنهم من ذكر أنه الأمير علاء الدين آق سنقر الكاملي "من مماليك الكامل محمد الأيوبي"، ومنهم من ذكر أنه الأمير علاء الدين آق سنقر الساقي العادلي "من مماليك العادل أبي بكر بن أيوب".
18. ↑  البندقدار أو البندقداري: اسم وظيفة أطلق على الأمير المكلف بحمل كيس البندق خلف السلطان، والبندق عبارة عن كرات من الطين المجفف أو الحجارة أو الرصاص تستخدم في تطيير الحمام، وكان يرمى بالأقواس ثم أصبح يرمى بالمزاريق والأنابيب. واللفظ مكون من لفظين فارسيين بندق ودار بمعنى ممسك.
19. ↑  حركة سنجر الحلبي: هي انتفاضة مسلحة ضد حكم الظاهر بيبرس قادها سنجر الحلبي نائب دمشق احتجاجاً على مقتل السلطان قطز وتولي بيبرس السلطنة دون استشارة باقي طوائف الأمراء. واجه بيبرس الحركة بإرسال حملة تحت قيادة أستاذه علاء الدين البندقداري فنجحت في القضاء عليها وقبض على سنجر وولى بيبرس نيابة دمشق للأمير علاء الدين.
20. ↑  انتفاضة الكوراني: هي حركة داخلية قامت في القاهرة تحت زعامة رجل شيعي يدعى الكوراني، هدفت إلى استبدال الحكم المملوكي السني بالحكم الشيعي، ونجح بيبرس في إخماد حركتهم والقبض على زعمائهم وصلبهم على باب زويلة.
21. ↑  انتفاضة العرب: هي حركة مناوءة للحكم المملوكي بقيادة حصن الدين بن ثعلب، قضى عليها بيبرس وشنق بن ثعلب في الإسكندرية.
22. ↑  خلعة السلطنة: هي عمامة سوداء مذهبة ومزركشة، وجبة حرير سوداء ودراعة "جبة مشقوقة من الأمام ولا تكون إلا من صوف" بنفسجية اللون، وطوق من ذهب، وقيد من ذهب، وسيف، ولواءان ينشران على رأسه، وسهمان كبيران، وترس.
23. ↑  بركة خان: بركة خان أو بركة قان.
24. ↑  المماليك الصالحية: هم مماليك السلطان الصالح نجم الدين أيوب. من أشهر أمرائهم بيبرس البندقداري وقلاوون الألفي.
25. ↑  المماليك الأحداث: هم المماليك الحديثي العهد بالخدمة.
26. ↑  الخاصكية: هم أقرب المماليك السلطانية للسلطان.
27. ↑  سلامش - شلامش (بالتركية: Selamus): الساعد - المساعد.
28. ↑  المماليك الظاهرية: هم مماليك السلطان الظاهر بيبرس البندقداري.
29. ↑  قلاوون - قلاون (بالتركية: Kalavun): بطة.
30. ↑  ابن عبد الله: تشير إلى أن الابن مجهول الأب، وكان ذلك شأن أغلب المماليك لأنهم كانوا يسترقون أطفالاً ويباعون بعيداً عن أوطانهم، واختير اسم عبد الله، لأن أباه أياً كان لابد وأن يكون عبداً لله.
31. 1 2  التركي: نسبة إلى الجنس التركي.
32. ↑  الألفي: تطلق على المملوك الذي اشتري بألف دينار، مما يشير إلى تمتعه بمواصفات ومميزات خاصة.
33. ↑  العلائي: نسبة إلى الأمير الذي اشتراه وهو الأمير علاء الدين آق سنقر، أحد مماليك الملك العادل الأيوبي.
34. ↑  الصالحي النجمي: نسبة إلى الملك الصالح نجم الدين أيوب، الذي انتقل قلاوون إلى خدمته بعد وفاة الأمير علاء الدين آقسنقر.
35. ↑  تروجة: قرية في حوض تروجة بأراضي ناجية، حالياُ زاوية صقر بمركز أبو المطامير بمحافظة البحيرة.
36. ↑  المماليك الأشرفية: هم مماليك السلطان الأشرف خليل بن قلاوون.
37. ↑  كتبغا (بالتركية: Ketboga): الثور المغادر - الثور الذاهب.
38. ↑  لاجين - لاشين (بالتركية: Lacin): نوع من الصقور - شجاع.
39. ↑  كجك (بالتركية: Kucuk): أمير فهد - صغير.
40. ↑  برقوق (بالتركية: Berkok): السهم القوي.
41. 1 2  بعض المصادر تدعوه ابن أنس.
42. ↑  الجركسي: نسبة إلى الجنس الجركسي.
43. ↑  هو الملك الصالح صلاح الدين حاجي بن ناصر الدين شعبان بن حسين بن الناصر محمد بن المنصور سيف الدين قلاوون، من المماليك البحرية أعيد للحكم ولقب بالمنصور.
44. ↑  ططر - تتر (بالتركية: Tatar): قروي (من سكان الضواحي) - اسم قبيلة تركية.
45. ↑  برسباي - برسيباي - بارسباي - بارس باي (بالتركية: Barsbay - Parsbay): أمير فهد.
46. ↑  جقمق (بالتركية: Cakmak): قداحة - زند - سلاح.
47. ↑  إينال (بالتركية: Inal): الموثوق به - المؤمن.
48. ↑  خشقدم - خوشقدم (بالتركية: Hoskadem): قدم سعيد.
49. ↑  بلباي - يلباي (بالتركية: Balbay): أمير ساذج.
50. ↑  تمربغا (بالتركية: Temurboga): ثور حديد.
51. ↑  قايتباي - قايت باي (بالتركية: Kayitbay): الأمير العائد.
52. ↑  قانصوه - قنصوه - قانصو (بالتركية: Kansu): عصارة الدم.
53. ↑  جان بلاط - جانبلاط (بالتركية: Can pulat): الفولاذ القوي.
54. ↑  طومانباي - طومان باي (بالتركية: Tumanbay): أمير دخان - أمير ضباب.

### الهوامش
1. 1 2 3 4 5 6 7 8 9 10 11 12 13 14 15 16 17 18 19 20 21 22 23 24 25 26 27 28 29 30 31 32 33 34 35 36 37 38 39 40 41 42 43 44 45 46 47 48 49 50 51 52 53 54 55 56 57  شفيق مهدي، "مماليك مصر والشام"، طبعة 2008، 407 صفحة، الدار العربية للموسوعات.
2. 1 2 3 4 5 6 7 8 9 10 11 12 13 14 15 16 17 18 19 20 21 22 23 24 25 26 27 28 29 30 31 32 33 34 35 36 37 38 39 40 41 42 43 44 45 46 47 48 49 50 51 52 53 54 55 56 57 58 59 60 61 62 63 64 65 66 67 68 69 70 71 72 73 74 75 76 77 78 79 80  محمد سهيل طقوش، "تاريخ المماليك في مصر وبلاد الشام"، طبعة 1997، 599 صفحة، دار النفائس.
3. 1 2 3  سامي بن عبد الله بن أحمد المغلوث، "أطلس تاريخ العصر المملوكي"، طبعة 2013، 327 صفحة، العبيكان للنشر.
4. 1 2 3 4 5 6 7 8 9 10 11 12 13 14 15 16 17 18 19 20 21 22 23 24 25 26 27 28 29 30 31 32 33 34 35 36 37 38 39 40 41 42 43 44 45 46 47 48 49 50 51 52 53 54 55 56 57  السيد الباز العريني، "المماليك"، 312 صفحة، دار النهضة العربية.
5. 1 2 3 4 5 6 7 8 9 10 11 12 13 14 15 16 17 18 19 20 21 22 23  عبد الله عطية عبد الحافظ، "معجم أسماء سلاطين وأمراء المماليك في مصر والشام"، دار النيل.
6. 1 2 3 4 5  محمد حمزة إسماعيل الحداد، "السلطان المنصور قلاوون"، طبعة 1998، 245 صفحة، مكتبة مدبولي.
7. ↑  محمد أحمد دهمان، "معجم الألفاظ التاريخية في العصر المملوكي"، طبعة 1990، 158 صفحة، دار الفكر المعاصر، دار الفكر.
8. ↑  إيمان عمر شكري، "السلطان برقوق مؤسس دولة المماليك الجراكسة 784-801هـ/1282-1398م من خلال مخطوط عقد الجمان في تاريخ أهل الزمان لبدر العيني"، طبعة 2002، 612 صفحة، مكتبة مدبولي.